# Anémone Marmottan
Anémone Marmottan nació el 25 de mayo de 1988 en Bourg-Saint-Maurice (Francia), es una esquiadora que tiene 1 podio en la Copa del Mundo de Esquí Alpino.

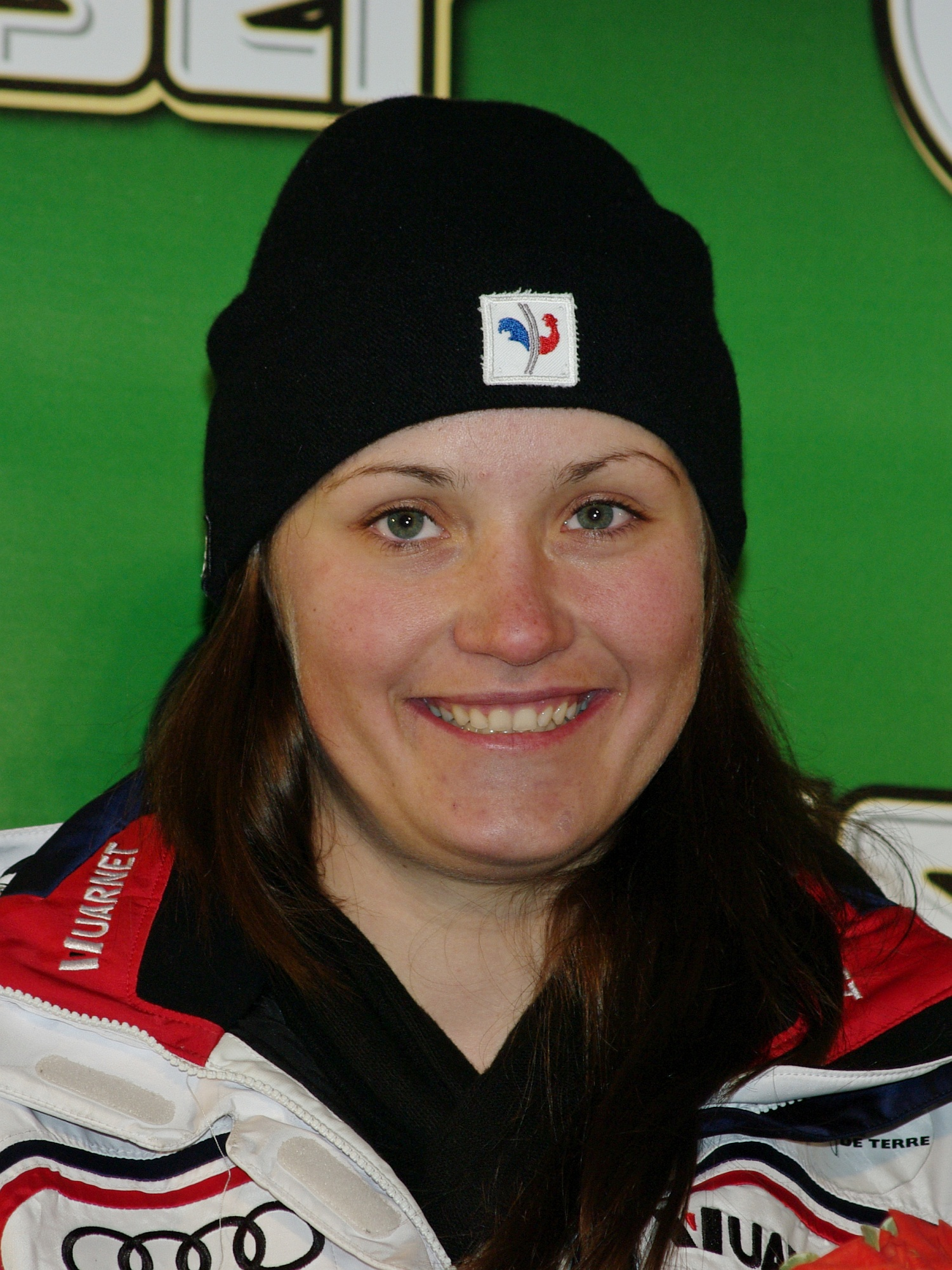
Anémone Marmottan

## Resultados

### Juegos Olímpicos de Invierno
- 2010 en Vancouver, Canadá
  - Eslalon Gigante: 11.ª
- 2014 en Sochi, Rusia
  - Eslalon Gigante: 8.ª
  - Eslalon: 13.ª

### Campeonatos Mundiales
| Año  | Sede del Campeonato    | Esl. Gigante |
| ---- | ---------------------- | ------------ |
| 2011 | Garmisch-Partenkirchen | 14.º         |
| 2013 | Schladming             | DNF          |
| 2015 | Vail/Beaver Creek      | DNF          |

### Copa del Mundo

#### Clasificaciones en Copa del Mundo[1]
| Temporada | Edad | Pos. General | Eslalon | Esl. Gigante | Combinada |
| --------- | ---- | ------------ | ------- | ------------ | --------- |
| 2010      | 21   | 70           | 33      | 31           | —         |
| 2011      | 22   | 35           | 44      | 11           | 43        |
| 2012      | 23   | 58           | —       | 18           | —         |
| 2013      | 24   | 47           | 44      | 18           | —         |
| 2014      | 25   | 25           | 42      | 6            | —         |
| 2015      | 26   | 71           | —       | 26           | —         |